# ファブリス・オンドア
ジョセフ・ファブリス・オンドア・エボゴ（Joseph Fabrice Ondoa Ebogo 、1995年12月24日 - ）は、カメルーンヤウンデ出身。プロサッカー選手。カメルーン代表。FK RFS所属。ポジションは、ゴールキーパー。

## 経歴
2009年、13歳でFCバルセロナのカンテラに入団。順調に各カテゴリーをパスし、2014年に2017年までのプロ契約を結んだ。
2014年6月、セグンダ・ディビシオン所属のFCバルセロナBに昇格する。2016年1月7日、ジムナスティック・タラゴナと3年半契約を結んだ。8月17日、セビージャ・アトレティコにレンタル移籍。

## カメルーン代表歴
2014年8月、カメルーン代表初招集。9月6日のDRコンゴ戦でスタメン出場しカメルーン代表初キャップ。試合には2-0で勝利した。試合後にはフォルカー・フィンケ監督からプレーぶりを賞賛された。
バルセロナでチームメイトだったフランク・バニャックとともにアフリカネイションズカップ2015のメンバーに選ばれた。グループステージの全3試合に出場した。
アフリカネイションズカップ2017ではレギュラーとして優勝に貢献、自身も大会ベスト18の一人に選ばれた。

## 人物
従兄弟のアンドレ・オナナもプロサッカー選手で、ゴールキーパー。。

## タイトル

### カメルーン代表
- アフリカネイションズカップ: 1回: 2017[11]

### 個人
- アフリカネイションズカップ2017ベスト18